# Сувисте, Уку
У́ку Су́висте (эст. Uku Suviste; род. 6 июня 1982, Выру, Эстонская ССР, СССР) — эстонский поп-певец, пианист и музыкальный продюсер. Представитель Эстонии на конкурсе песни «Евровидение-2021».

## Биография
Родился в городе Выру. Учился в Таллинской музыкальной средней школе № 21. В 1997 году окончил музыкальную школу по классу «фортепиано». Занимался лёгкой атлетикой и игрой в теннис. Служил в Эстонской армии, в подразделении Таллинского Единого батальона.
Окончил Эстонский колледж информационных технологий по специальности «системный администратор». Учился в Таллинском музыкальном училище имени Георга Отса на кафедре эстрадно-джазового пения.

## Карьера
В 2005 году Уку занял 3-е место на национальном конкурсе молодых исполнителей «Kaks takti ette». В этом же году спродюсировал и выпустил свой первый альбом «It’s Christmas Time».
На протяжении 2006 года Уку был вторым вокалистом и играл на клавишных в ритм-энд-блюз-группе «Lamen».
В 2010 году Уку занял 3-е место в международном конкурсе молодых исполнителей поп-музыки «Новая волна».
В 2012 году  при поддержке и в сотрудничестве с Вооружёнными силами Эстонии и Министерством обороны Эстонии вышел видеоклип Уку Сувисте на песню «Võitmatu» («Непобедимый»). Музыкальный клип был посвящён всем военнослужащим, прошедшим службу в Афганистане, и их семьям. В видео присутствовали эстонский метатель диска и олимпийский чемпион Герд Кантер и американский спринтер и олимпийский чемпион в беге на 100 метров Джастин Гэтлин.
В 2014 году Уку принял участие в пародийном шоу «Su nägu kõlab tuttavalt» («Твоё лицо звучит знакомо»), эстонской версии передачи «Один в один!».
В 2018 году участвовал в российской версии вокального конкурса «The Voice», попав в команду Ани Лорак и дойдя до полуфинала.
В 2019 году участвовал в международном музыкальном фестивале «Laima Rendezvous Jurmala» в Латвии.
В 2020 году должен был представлять Эстонию на Евровидении с песней «What Love Is», однако конкурс был отменен из-за пандемии COVID-19.
В 2021 году Уку Сувисте вновь получил возможность участвовать в национальном отборе конкурса «Eesti Laul», где в итоге был избран представителем Эстонии на конкурсе «Евровидение-2021» с песней «The Lucky One». В полуфинале конкурса он выступал под вторым номером во втором полуфинале. Получив 58 баллов и заняв 13-е место, он не смог пройти в финал.

## Дискография
Синглы
- «It’s Christmas Time» / «Рождественское время» (2005)
- «See on nii hea» / «Это так хорошо» (2008)
- «Love of my life» (feat. Grace Taylor) / «Любовь моей жизни» (2009)
- «Sind otsides» / «Ищу тебя» (2009)
- «Saatanlik naine» / «Дьявольская женщина» (2009)
- «Show me the love» / «Покажи мне любовь» (2010)
- «Ищу тебя» (2010)
- «Jagatud öö» / «Общая Ночь» (2011)
- «Võitmatu» / «Непобедимые» (2012)
- «Valge lumi» / «Белый снег» (2013) с Анжеликой Агурбаш
- «I wanna be the one» / «Я хочу быть один» (2014)
- «Believe» / «Верить» (2015)